# 滋賀県庁舎
滋賀県庁舎（しがけんちょうしゃ）は地方自治体である滋賀県の官庁。滋賀県大津市に所在する。滋賀県の行政機関の本庁舎である。県の行政業務の中心として、県民サービスの提供や政策決定の場となっている。

## 概要
本館、新館、東館、北新館がある。本館は、1939年に竣工し、以降数度の改修を経て現在に至る。建物は地上4階、地下1階で、建築面積は約3,591㎡である。外観は中央に塔屋を設けた古典主義様式のデザインである。

## 歴史
- 1868年（明治元年） - 大津県設置[2]。
- 1869年 - 園城寺円満院宸殿に県庁を置く[2]。
- 1872年 - 大津県を滋賀県と改称[2]。
- 1888年 - 京町に県庁舎が竣工[2]。
- 1937年 - 県庁は仮庁舎に移転、旧庁舎を撤去し、新庁舎建設に着手[2]。
- 1939年 - 佐藤功一設計による県庁舎（現・本館）が竣工[2]。
- 1998年　本館を改修[2]。
- 2014年 - 本館が国の登録有形文化財になる[2]。

## 庁舎

### 本館
- 所在地：520-8577 大津市京町四丁目1番1号
- 竣工：1939年
- 構造：RC造4階建、地下1階、塔屋付

## アクセス
- JR大津駅より約400m。
- 最寄駅: JR大津駅から徒歩約10分
- バス: 大津駅前バス停から京阪バス「県庁前」下車すぐ

## その他

### 周辺施設[3][4][5][6]
- 大津市役所: 県庁舎の隣に位置し、市の行政業務を担当している。
- 大津警察署: 県庁舎から徒歩圏内にあり、地域の治安維持に努めている。
- 滋賀県庁本館: 県知事室や各部局の執務室が所在し、行政業務の中心となっている。
- 滋賀県庁新館: 県庁舎の新しい建物で、各種施設が整備されている。
- 滋賀県庁東館: 県庁舎の東側に位置し、関連部門が配置されている。
- 滋賀県庁北新館: 県庁舎の北側にあり、特定の行政部門が所在しる。
- 滋賀県庁危機管理センター: 災害時の対応や危機管理を担当する施設である。
- 滋賀県庁合同庁舎: 他の行政機関と共同で使用される庁舎です。

### 施設の特徴
- 本庁舎: 県知事室や各部局の執務室が所在し、行政業務の中心となっている[7]。
- 議会棟: 滋賀県議会の本会議場や委員会室が設置されている[7]。
- 県民ホール: 県民向けのイベントや展示会が開催される多目的スペースである[7]。